# Andrzej Kostrzewski (geograf)
Andrzej Kostrzewski (ur. 19 sierpnia 1939 w Rogalinku) – polski geograf i geolog.

## Życiorys
W latach 1951–1956 odbywał studia na UAM w Poznaniu (Wydział Biologii i Nauk o Ziemi). Uczestniczył wtedy m.in. w badaniach speleologicznych jaskiń Tatr Zachodnich. Tytuł magistra otrzymał w 1961 (praca Wyspa wysoczyznowa Ostrowo pod Gostyniem). Od tego samego roku pracował jako asystent w Katedrze Geografii Fizycznej Wydziału Biologii i Nauk o Ziemi UAM. Tytuł doktora uzyskał w 1968 (rozprawa Uziarnienie i obróbka współczesnych aluwiów Bobru jako wyraz dynamiki rzecznego środowiska sedymentacyjnego; promotorem był prof. Bogumił Krygowski). W 1974 habilitował się na UAM na podstawie pracy Granulometria utworów zwietrzelinowych w różnych warunkach morfologiczno-klimatycznych. Od 1992 jest profesorem zwyczajnym. Był w swojej karierze m.in.:
- wicedyrektorem ds. dydaktyki Instytutu Geografii UAM (1975–1981),
- wicedyrektorem (1981–1984) i dyrektorem (1984–1999) Instytutu Badań Czwartorzędu,
- kierownikiem Zakładu Geomorfologii Dynamicznej (1981–1999),
- prorektorem UAM ds. studenckich (1987–1990),
- dziekanem Wydziału Nauk Geograficznych i Geologicznych (1996–2004),
- kierownikiem Zakładu Geoekologii i Monitoringu Środowiska Przyrodniczego UAM na Białej Górze (1999–2009)[1].

Był inicjatorem powstania Pracowni Dydaktyki Geografii na UAM. Od 1970 pełni funkcję opiekuna Studenckiego Koła Naukowego Geografów na UAM, członek Polskiego Towarzystwa Geologicznego.

## Odznaczenia
- Medal Komisji Edukacji Narodowej,
- Złoty Krzyż Zasługi,
- Krzyż Kawalerski Orderu Odrodzenia Polski,
- Odznaka „Zasłużony dla Leśnictwa i Przemysłu Drzewnego”,
- Złota Odznaka ZNP,
- Odznaka Honorowa Miasta Poznania

i inne.